# 長栄寺 (名古屋市北区)
長栄寺（ちょうえいじ）は、愛知県名古屋市北区柳原二丁目にある天台宗の寺院。

## 概要
山号は洞松山。本尊は準提観音（準提仏母）、地元では開山の豪潮律師を偲んで、「豪潮長栄寺」とも呼ばれる。

## 歴史
この寺は、もとは現在の愛知郡東郷町にあった寺であるが、文政6年（1823年）当時の尾張藩主徳川斉朝が、天台宗の密教僧である豪潮律師を開山として現在地に復興した寺。濃尾地震や空襲などで被害を受けるも、大門は焼け残り、本堂も再建された。
豪潮律師を生涯の師と仰いだ光格天皇の中宮欣子内親王より、寛政2年（1790年）に賜った伽羅の香木製の準提観音（準提仏母）を本尊とし、この準提観音像は、大仏師定朝法印第三十一世・赤尾右京の作とされている。戦災の際には、準提観音像は信徒らの手により防空壕に納められていて難を逃れた。
以前は、毎月3日に豪潮律師の祥月命日を縁日として法要が行われていた。二代目の実戒和尚が説法をしていると、近隣の動物たちが皆集まって寺の境内で聞き耳を立てていたとの故事に基づき、現在はペット供養の寺としても知られている。

## 所在地
- 愛知県名古屋市北区柳原2-17-11

## 交通アクセス
- 名古屋市営地下鉄名城線 名城公園駅より東へ徒歩で約5分。
- 名古屋市営バス
  - 北巡回系統「柳原町」バス停より徒歩で約3分。
  - 名駅14号系統「元柳原町」バス停より徒歩で約4分。